# Meetgereedschap

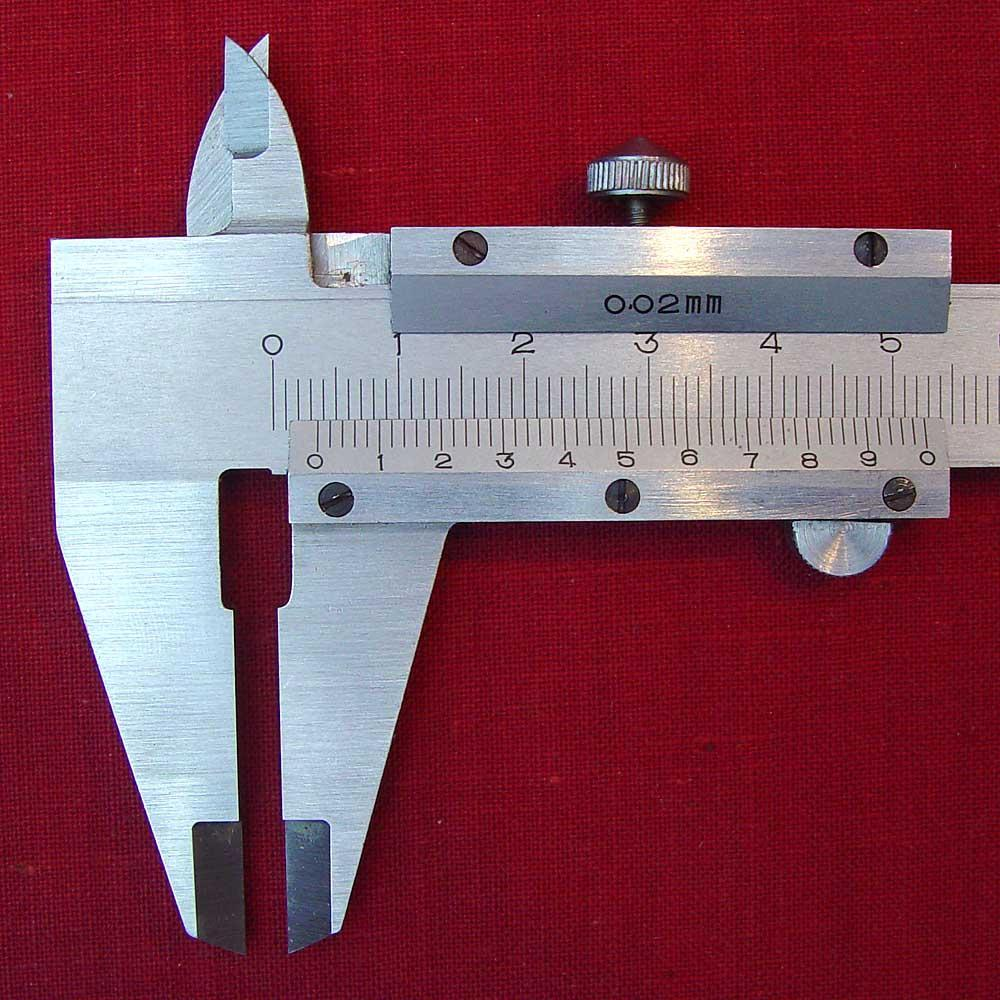
Een schuifmaat met nonius

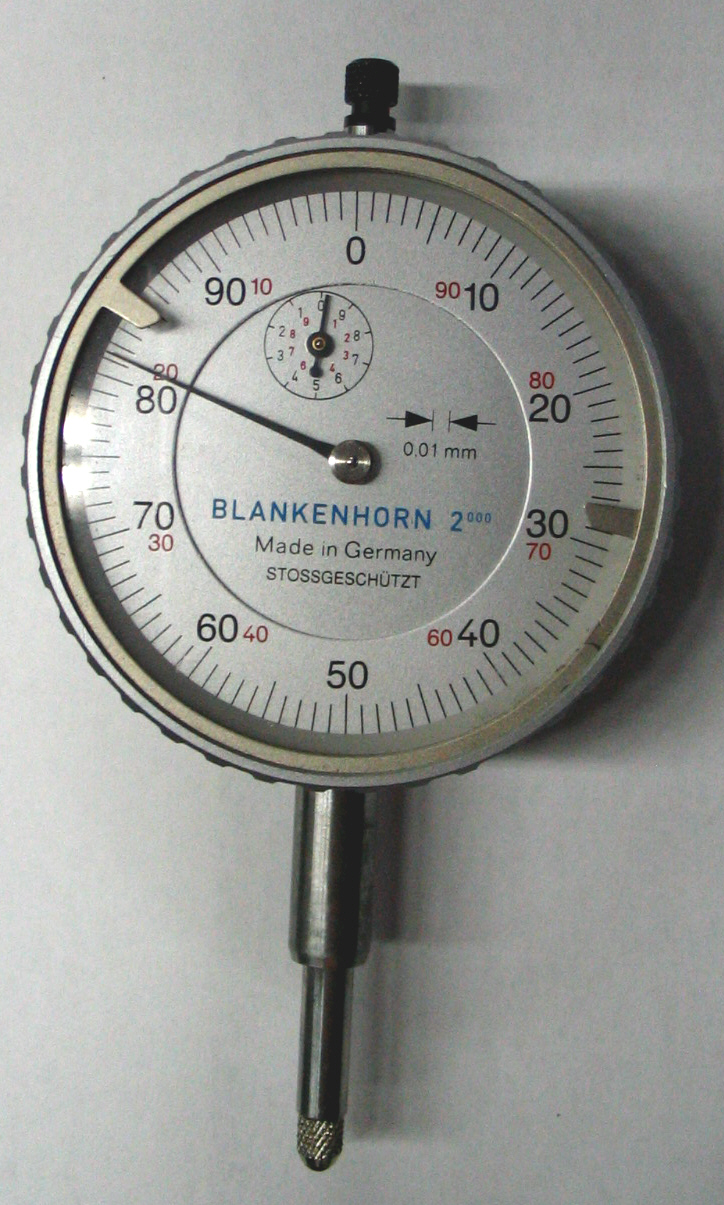
Meetklok

Meetgereedschap en meetinstrumenten zijn hulpmiddelen om een natuurkundige grootheid mee te meten. Hieronder staat een opsomming van dergelijke hulpmiddelen gerubriceerd naar het type grootheid of het vakgebied waarop ze betrekking hebben.

## Soorten meetgereedschap (selectie)

### Afstand
- Curvimeter
- Duimstok, liniaal, meetlat
- Meetklok
- Meetlint, rolmaat, rolcentimeter
- Micrometer
- Schuifmaat
- Voelermaat

### Druk

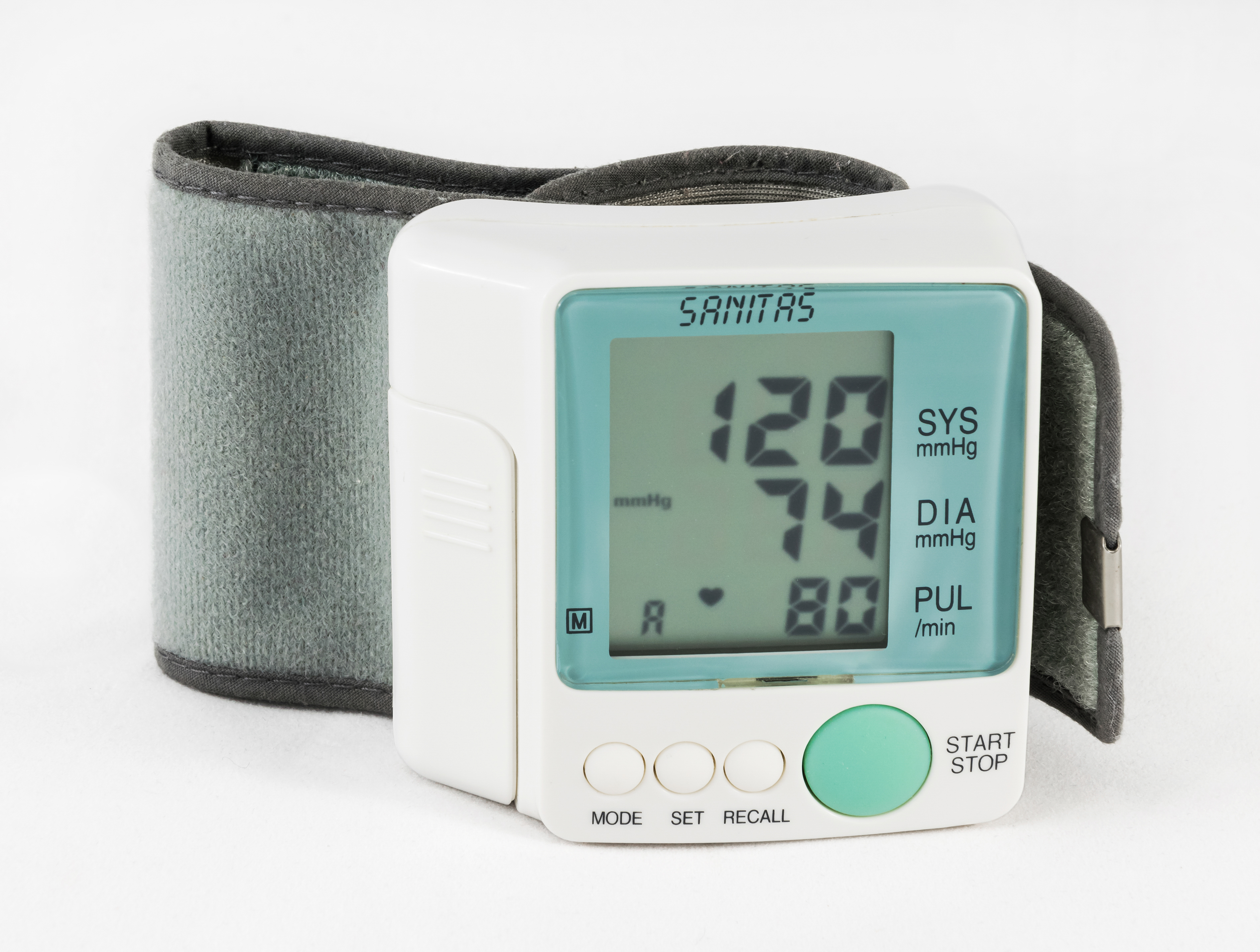
Een elektronische bloeddrukmeter

- Barometer
- Bloeddrukmeter
- Manometer

### Elektriciteit en elektronica

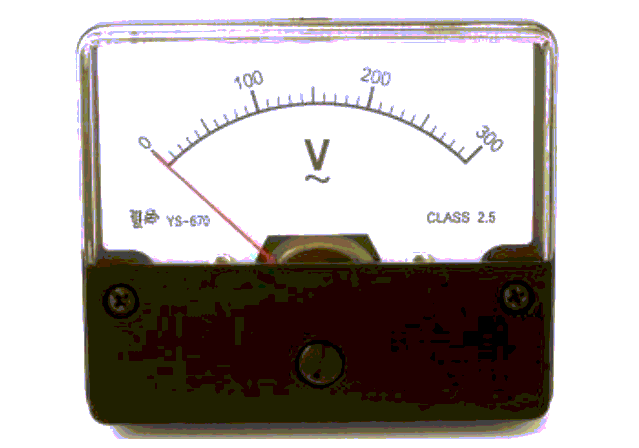
Analoge voltmeter

- Ampèremeter
- Frequentiemeter
- Kilowattuurmeter
- Multimeter of universeelmeter
- Ohmmeter
- Oscilloscoop
- Voltmeter
- Wattmeter

### Geluid
- Geluidsniveaumeter

### Hoeken
- Astrolabium
- Geodriehoek
- Goniometer
- Gradenboog
- Hoekmeter
- Jakobsstaf
- Kompas
- Nocturlabium
- Sextant
- Schietlood
- Schrijfhaak
- Theodoliet
- Waterpas (of timmermanswaterpas)
- Zweihaak

### Hoogte
- Dieptemeter
- Hoogtemeter in de metaalbewerking
- Hoogtemeter (of altimeter)
- Limnigraaf
- Waterpasinstrument

### Licht
- Bolometer
- Lichtmeter (of luxmeter)
- Optical time-domain reflectometer (OTDR)
- Polarimeter
- Spectrometer

### Massa
- Balans
- Unster
- Weegschaal

### Oppervlakte
- Planimeter

### Snelheid
- Anemometer
- Ballistische slinger
- Snelheidsmeter
- Toerenteller

### Temperatuur
- Thermometer

### Tijd
- Chronometer
- Stopwatch
- Zandloper
- Zonnewijzer

### Hoeveelheid gas of vloeistof
- Buret
- Gasmeter
- Peilglas
- Pipet
- Pluviometer

### Overige
- Energiemeter
- Geigerteller
- Hartslagmonitor
- pH-meter
- Pulsoxymeter
- Seismograaf
- Tachymeter